# Ken Brady
Kenneth Robert Brady, detto Ken (Flint, 1952 – Basilea, 26 febbraio 2021), è stato un cestista statunitense.

## Carriera
È stato selezionato dai Detroit Pistons al quarto giro del Draft NBA 1973 (61ª scelta assoluta).

## Palmarès
- Campionato svizzero: 1

Viganello: 1979-80
- Coppa di Svizzera: 3

Federale Lugano: 1975
Viganello: 1977, 1980